# Serie Mundial Amateur de Béisbol de 1940
La III Serie Mundial Amateur de Béisbol se llevó a cabo en La Habana, Cuba del 14 de septiembre al 6 de octubre de 1940. El jugador más valioso fue  Conrado Marrero

## Hechos destacados
- El torneo se realizó librándose la Segunda Guerra Mundial
- La selección de Hawái participó por única vez.
- Los delegados de los países afiliados eligieron al primer presidente de la Federación Internacional de Béisbol el cubano Jaime Mariné.

## Ronda única
| Posición | Equipo         | Ganados | Perdidos |
| -------- | -------------- | ------- | -------- |
| 1        | Cuba           | 10      | 2        |
| 2        | Nicaragua      | 9       | 3        |
| 3        | Estados Unidos | 9       | 3        |
| 4        | Venezuela      | 5       | 7        |
| 5        | Hawái          | 5       | 7        |
| 6        | México         | 2       | 10       |
| 7        | Puerto Rico    | 2       | 10       |

| Cuba           |
| Campeón Cuba   |
| Segundo título |